# Vårkorsört
Vårkorsört (Senecio leucanthemifolius subsp. vernalis) är en underart av Senecio leucanthemifolius i familjen korgblommiga växter. Vårkorsört växer på öppen sand- eller grusmark. Den har cirka 12 strålblommor. Dess frukt är cirka 2 millimeter. I Norden är vårkorsört vanlig i södra Sverige och i Danmark. Den blommar i maj och juni.